# Transportbåt
Transportbåt är en militär beteckning på mindre fartyg som är avsett att transportera trupp och materiel. Beroende på storlek kan de bära mellan en grupp och en förstäkt pluton. Vissa transportbåtar kan också användas för landstigning och de har då ofta stävportar och beväpning för att kunna ge eldunderstöd.

## Exempel på transportbåtar

### Finland
- G-klassens transportbåtar
- Jurmo-klassens transportbåtar
- Uisko-klassens transportbåtar

### Sverige
- Transportbåt Större ("200-båt")
- 300-båt
- Gruppbåt ("G-båt")
- Stridsbåt 90H
- Stridsbåt 90E
- Stridsbåt 2010